# Georgios Grivas
Georgios Grivas (in greco Γεώργιος Γρίβας?; Trikomo, 5 luglio 1898 – Limassol, 27 gennaio 1974) è stato un generale e guerrigliero greco di origine cipriota.
Noto anche con lo pseudonimo di Digenīs (in greco Διγενής?), Grivas fu un sostenitore dell'enōsis (l'unificazione di Cipro alla Grecia), fondatore e leader delle organizzazioni paramilitari greco-cipriote dell'EOKA prima e dell'EOKA B in seguito.

## Biografia
Georgios Grivas era il quarto figlio di Theodoros Grivas e di Kalomira Hadjimichael. Crebbe nella casa della sua famiglia a Trikomo (distretto di Famagosta) e, dopo aver frequentato la scuola del villaggio, studiò nel "Ginnasio Pancipriota" di Nicosia tra il 1909 e il 1915, dove dimorò presso la nonna.
Secondo il necrologio pubblicato dal quotidiano britannico The Times, suo padre intendeva fare di lui un medico. Non appena ne fu informato, Georgios fuggì di casa a Cipro nel 1916 per entrare nell'Accademia Militare di Atene. Completò la sua preparazione militare nell'École Militaire di Parigi. Ottenne i gradi di sottotenente nel 1919 e fu immediatamente destinato al fronte dell'Asia Minore, dove servì nella 10ª Divisione dell'esercito greco e partecipò alla prima impetuosa avanzata da Smirne a Panormos e a Eskişehir, quindi fu a Bursa e prese parte alla Battaglia di Sakarya (o Battaglia del fiume Sakarya), nel quadro di quella che sarebbe diventata famosa come la Guerra greco turca (1918-1922) che vide nascere la moderna Repubblica di Turchia dalle ceneri del dissolto Impero ottomano.

Con la rotta e la disfatta dell'esercito greco e il suo completo ritiro dall'Asia minore nel 1922, fu destinato a Redestos (Tracia). Fu decorato per il coraggio dimostrato e promosso tenente. Fu poi prescelto per studiare nell'Accademia militare francese e, al suo ritorno in Grecia servì in vari posti, incluso quello di Assistente nella Scuola Militare greca. Fu promosso capitano nel 1925 e maggiore nel 1935. Due anni dopo si sposò con Vasiliki Deka, figlia di un farmacista, ad Atene.

## La Seconda guerra mondiale e l'occupazione tedesca
Allo scoppio della Seconda guerra mondiale Grivas fu trasferito al Dipartimento Operazioni del Quartier Generale centrale delle forze armate greche, lavorando sui piani di difesa strategica della Grecia settentrionale. Tre mesi dopo, in seguito all'attacco italiano alla Grecia, Georgios Grivas fu trasferito sul fronte albanese come Capo di Stato Maggiore della II Divisione, giunta sul posto nel dicembre del 1940.
Durante l'occupazione italo-bulgaro-tedesca della Grecia nella seconda guerra mondiale fondò e diresse l'Organizzazione X, una struttura minoritaria nazionalista composta da ufficiali dell'esercito greco, la cui influenza fu limitata in certi ambiti del circondario ateniese. Durante gli avvenimenti del dicembre 1944, componenti dell'Organizzazione X (le cui armi furono recuperate da quelle in dotazione all'esercito tedesco nella loro ritirata dalla Grecia) combatterono accanto alle forze britanniche e monarchiche greche per assumere il controllo di Atene coi combattenti dell'EAM/ELAS. L'accusa che Georgios Grivas avesse collaborato con le forze tedesche è una grossolana falsificazione propalata da alcuni scrittori britannici che fu volentieri fatta propria da circoli comunisti e dai loro simpatizzanti.
Nel 1946 si dimise dall'esercito greco ma i suoi successivi tentativi di entrare in politica fallirono.

## La campagna di guerriglia dell'EOKA
Da allora Grivas si dedicò all'idea di liberare Cipro dal dominio coloniale britannico e di promuovere l'Unione dell'isola con la Grecia (Enōsis). Come membro del comitato segreto per la lotta di Cipro, prestò giuramento di operare per l'Enõsis unitamente all'Arcivescovo greco-ortodosso di recente nomina Makarios III, col quale collaborò per preparare la lotta armata.

Giunse segretamente a Cipro nel novembre del 1954 e cominciò subito ad addestrare militarmente la formazione dell'organizzazione guerrigliera chiamata EOKA. Il 1º aprile 1955, con una dichiarazione che egli firmò col nome DIGENIS e con una serie di attentati dinamitardi in quattro importanti città cipriote e contro installazioni militari britanniche, egli annunciò l'inizio della sua campagna per l'autodeterminazione e l'unione con la Grecia: 
(George Grivas-Dighenis)
 riferendosi alle strategie militari britanniche, nel suo libro Guerrilla warfare and Eoka's struggle: A politicomilitary study
Diresse le prime operazioni dell'EOKA dal suo nascondiglio a Nicosia, ma subito dopo si spostò nelle montagne del Troodos per condurre i suoi gruppi guerriglieri. Reclutò Grigoris Afxentiou come uno dei comandanti del gruppo, inizialmente assegnato al distretto di Famagosta. Grivas sfuggì alla cattura due volte, dopo essere stato circondato dalle forze britanniche a Spilia nel dicembre del 1955, dove aveva guidato la battaglia di Spilia, e a Kykkos nel maggio del 1956. Un mese più tardi lasciò le montagne e trovò rifugio in un nascondiglio di Limassol, da cui diresse non solo le attività militari ma anche la campagna politica, dopo che l'Arcivescovo Makarios era stato esiliato nel marzo del 1956 dalle autorità d'occupazione.
Durante la lotta, l'amministrazione coloniale britannica offrì una taglia di 10.000 sterline più il trasferimento in qualunque parte del mondo a chi avesse fornito informazioni che avessero portato all'arresto del colonnello Grivas.

## Ritorno in Grecia
Con la firma a Zurigo ai primi del 1959 degli accordi detti di Zurigo e Londra e con la dichiarazione d'indipendenza di Cipro, un riluttante Grivas dovette ordinare il cessate il fuoco, dal momento che il principale obiettivo dell'Enōsis non era stato raggiunto. Le sue opinioni erano in contrasto con quelli di Makarios, che aveva accettato quegli accordi a nome della popolazione greco-cipriota. Nel marzo 1959, Digenis uscì dal suo nascondiglio e partì per l'esilio, preteso dal Regno Unito come parte del cessate il fuoco, diretto ad Atene, dove ricevette accoglienze da eroe come liberatore dei Greco-ciprioti e, conseguentemente, decorato con la più alta onorificenza del Parlamento greco e con la promozione a Generale da parte dell'Accademia militare greca. Non troppo tempo dopo il suo ritorno, il generale Grivas fu convinto a capeggiare una coalizione di partiti, ma presto lasciò la politica, per la delusione di aver ottenuto un risultato elettorale percentualmente insignificante nelle elezioni generali del 1963.

## Ritorno a Cipro nel 1964
Tornò a Cipro nel 1964, dopo l'esplodere di violenze intercomunali tra turchi ciprioti e greco-ciprioti, rispondendo alla offerta di Makarios III e del governo di Atene di George Papandreou di assumere il comando della Guardia Nazionale per resistere a un possibile attacco turco.
Diresse le opere di costruzione di fortini difensivi e dei complessi chiamati a resistere a un'eventuale invasione turca. Il 15 novembre 1967, la Guardia nazionale greco-cipriota, sotto il suo diretto comando, invase due piccoli villaggi turco-ciprioti che si trovavano sulla intersezione critica Larnaca-Limassol-Nicosia, che provocò la morte di 27 persone, gran parte delle quali disarmate e civili, oltre a combattenti turco-ciprioti che combattevano a Kofinou e Agios Theodoros. La conseguenza immediata dell'evento fu l'ultimatum della Turchia, che indusse la Giunta militare greca a richiamare la Divisione greca inviata nel 1964 e il gen. Grivas ad Atene.

## Richiamo in Grecia del 1968
Dal 1968 al 1969, e mentre era sotto stretta sorveglianza, partecipò a un movimento di resistenza che mirava a deporre la giunta militare al potere e a restaurare la democrazia in Grecia, unitamente a un certo numero di ufficiali dell'esercito greco, tra cui il colonnello Dimitrios Opropoulos e i maggiori Spyros Moustaklis, Nikolaos Lytras e George Karousos, come pure a studenti e professionisti greco-ciprioti, molti dei quali già combattenti dell'EOKA. Grivas cominciò a formare cellule di resistenza armata in un certo numero di quartieri di Atene, con dotazioni di armi ed esplosivi che erano stati procurati in segreto da Cipro. L'organizzazione tuttavia fu scoperta dalle autorità e molti dei membri dell'organizzazione furono arrestati.

## Ritorno finale a Cipro
Dopo la scoperta dei suoi progetti dalle autorità della Giunta, Grivas tornò segretamente a Cipro, dove costituì l'organizzazione armata EOKA B che egli usò come strumento utile per i suoi tentativi di persuadere o forzare il Presidente Makarios a cambiare la sua politica e ad adottare la linea dell'"Autodeterminazione – Unione" con la Grecia. L'EOKA B non riuscì a rovesciare Makarios ma la lotta armata generò un circolo vizioso di violenza e di reazioni che condusse alla guerra civile tra la comunità greco-cipriota tra il 1971 e il 1974.
Grivas morì di infarto del miocardio all'età di 75 anni, il 27 gennaio 1974, mentre era nascosto in un'abitazione della città di Limassol. L'EOKA B del dopo Grivas firmò un accordo segreto col Brigadier generale Ioannides, il "dittatore invisibile" della Grecia e fu direttamente posta sotto il controllo di Atene. I funerali di Grivas,cui parteciparono decine di migliaia di greco-ciprioti, e la sua sepoltura si svolsero il 29 gennaio 1974 nel giardino della casa che era stata l'ultimo nascondiglio di Grivas durante la lotta armata dell'EOKA (1955–1959). Alla sua morte il governo di Cipro proclamò un lutto ufficiale di 3 giorni e, tre giorni dopo la sua conclusione, il Parlamento cipriota dichiarò il gen. Grivas "un degno figlio della patria". Il governo dell'Arcivescovo Makarios, l'obiettivo della campagna di Grivas in favore dell'Enōsis, formalmente boicottò l'evento.
La seconda Giunta militare greca dell'"invisibile dittatore", il brig. gen. Demetrios Ioannides rovesciò Makarios sei mesi appena dopo la morte di Grivas. Ioannides aveva progettato di rovesciare l'Arcivescovo Presidente fin dalla primavera del 1974 ma la decisione finale di dar corso all'azione fu presa il 2 luglio 1974 dopo che Makarios aveva deciso di opporsi direttamente al regime di Ioannides e di espellere dalla Guarda Nazionale cipriota 550 ufficiali greci. Questo avrebbe significato la perdita del controllo militare di Cipro da parte della Grecia e l'umiliazione di Ioannides.
Il colpo di Stato militare del 15 luglio 1974 che rovesciò Makarios fu eseguito dalle forze della Guardia nazionale cipriota, su dirette istruzioni della Grecia. La Guardia Nazionale era guidata da ufficiali greci ed era costituita da coscritti greco-ciprioti. I membri dell'EOKA B e altri attivisti dell'Enōsis si unirono alla Guardia Nazionale nel pomeriggio di lunedì 15 luglio 1974, dopo uno scontro armato con le forze fedeli a Makarios. Il colpo di Stato fu rapidamente seguito dall'intervento dell'esercito turco, in legittima attuazione del disposto del Trattato di Zurigo e Londra, il sabato 20 luglio, cogliendo di sorpresa Ioannides che non aveva pensato a preparare Cipro all'intervento turco (peraltro assai più potente militarmente della Grecia) e inoltre non riuscì a obbligare i generali greci, che egli aveva nominato, ad applicare il "Piano K" e ad assistere militarmente Cipro. La perdita della "guerra di Cipro" comportò la successiva caduta della dittatura militare di Ioannides.